# Stacey Bailey
Stacey Dwayne Bailey, född 10 februari 1962, är en före detta amerikansk fotbollsspelare. Han spelade som wide receiver för laget Atlanta Falcons i serien NFL.